# Felix Nikolajewitsch Schachow
Felix Nikolajewitsch Schachow (russisch Феликс Николаевич Шахов; * 12. Oktoberjul. / 24. Oktober 1894greg. im Dorf Belojarskoje, Ujesd Barnaul; † 30. Oktober 1971 in Nowosibirsk) war ein russisch-sowjetischer Geologe und Hochschullehrer.

## Leben
Schachow stammte aus einer Bauernfamilie. Seine jüdische Mutter Alexandra Michailowna Welikoljud war die Tochter eines Nikolaus-Soldaten (unter Nikolaus I. konskribierte jüdische Soldaten der Kaiserlich Russischen Armee) und Absolventin eines Mädchengymnasiums. Sie verließ ihren Mann mit ihren fünf Kindern, von denen Felix der Älteste war, und arbeitete als Lehrerin.
Schachow besuchte die Barnauler Realschule (Abschluss 1911) und studierte am Tomsker Technologischen Institut (TTI) in der Bergbau-Fakultät und ab 1912 am St. Petersburger Bergbau-Institut. Zu Beginn des Ersten Weltkriegs 1914 kehrte er nach Tomsk zurück und setzte sein Studium in der Chemie-Fakultät des TTI fort. Bald wurde er zur Kaiserlich Russischen Armee eingezogen und kam nach kurzer Ausbildung in der Irkutsker Militärschule zu den Sappeuren. Er nahm an der Brussilow-Offensive teil und wurde 1916 krankheitshalber demobilisiert. Er kehrte nach Tomsk zurück und studierte weiter.
Nach der Oktoberrevolution wurde Schachow im Russischen Bürgerkrieg 1918 zur Weißen Koltschak-Armee eingezogen und leitete ein Sappeur-Kommando an der Ural-Front. Er erkrankte im August 1919 an Flecktyphus und wurde nach Barnaul evakuiert. Erst 1920 konnte er sein Studium wieder aufnehmen, das er 1922 in der Bergbau-Abteilung des TTI bei Michail Antonowitsch Ussow abschloss.
Schachow blieb am TTI als Assistent und Dozent des Lehrstuhls für Geologie. Neben seiner Tätigkeit am TTI führte er geologische Untersuchungen in Sibirien und Kasachstan durch. 1930 forschte er im Altai und im Süden der Region Krasnojarsk. Er war an der Entdeckung und Erschließung einiger Metall-Lagerstätten beteiligt. 1935 wurde er Professor des Lehrstuhls für Erz-Lagerstätten, den er seit 1931 leitete. 1940 wurde er ohne Verteidigung einer Dissertation zum Doktor der geologisch-mineralogischen Wissenschaften promoviert.
Ab 1944 war Schachow zusätzlich Mitarbeiter der Westsibirischen Filiale der Akademie der Wissenschaften der UdSSR (AN-SSSR, seit 1991 Russische Akademie der Wissenschaften (RAN)).
Am 25. April 1949 wurde Schachow in Tomsk aufgrund einer Denunziation der Prawda-Korrespondentin A. F. Schestakowa verhaftet im Zusammenhang mit dem Krasnojarsker Geologen-Prozess wie auch Alexei Alexandrowitsch Balandin, Jakow Samoilowitsch Edelstein, Iossif Fjodorowitsch Grigorjew, Alexander Grigorjewitsch Wologdin, Michail Petrowitsch Russakow, Michail Michailowitsch Tetjajew, Wladimir Michailowitsch Kreiter, Lew Iossifowitsch Schamanski, Wjatscheslaw Wjatscheslawowitsch Bogazki, Wladimir Klimentjewitsch Kotulski, Alexander Jakowlewitsch Bulynnikow, Jewgeni Ossipowitsch Pogrebizki, Igor Wladimirowitsch Lutschizki, Boris Fjodorowitsch Speranski, Wenedikt Andrejewitsch Chachlow und weitere Geologen. Am 28. Oktober 1950 wurde Schachow von der Sonderkonferenz des NKWD nach Artikel 58 des Strafgesetzbuches der RSFSR wegen Sabotage bei der Suche nach Uranvorkommen in Sibirien zu 15 Jahren Arbeitslagerhaft verurteilt und kam an die Kolyma. Ab 1951 arbeitete er in Magadan und entdeckte Gold in Graniten. Nach Stalins Tod wurde Schachows Verurteilung am 31. März 1954 vom Militärkollegium des Obersten Gerichts der UdSSR wegen fehlender Beweise aufgehoben, so dass Schachow freigelassen wurde. Er kehrte nach Tomsk zurück und nahm seine Lehrtätigkeit am Lehrstuhl für Erzlagerstätten wieder auf.
Nach Gründung der Sibirischen Abteilung (SO) der AN-SSSR in Nowosibirsk ging Schachow 1957 auf Einladung Andrei Alexejewitsch Trofimuks nach Nowosibirsk und übernahm die Leitung des Laboratoriums für seltene und radioaktive Elemente der Westsibirischen Filiale der AN-SSSR, das 1958 das Laboratorium für Geochemie seltener Elemente des neuen Instituts für Geologie und Geophysik (GGI) der SO der AN-SSSR im Nowosibirsker Akademgorodok wurde. 1958 wurde er zum Korrespondierenden Mitglied der AN-SSSR gewählt.
Ab 1962 lehrte Schachow als Professor des Lehrstuhls für Bodenschätze an der Staatlichen Universität Nowosibirsk (NGU).
Schachow war verheiratet mit Sinaida Pawlowna Snamenskaja und hatte einen Sohn Sergei (1923–1995), der U-Boot-Fahrer wurde. Die Schriftstellerin Natalja Alexejewna Suchanowa war eine Nichte Schachows, während der Großneffe Nikolai Alexandrowitsch Konstantinow (1961–2006) Maler und Musiker war.
Nach Schachow wurde das Mineral Shakhovit (1980-069) benannt.

## Ehrungen, Preise
- Russischer Orden der Heiligen Anna III. Klasse mit Schwertern (1917)
- Leninorden (1944)
- Medaille „Für heldenmütige Arbeit im Großen Vaterländischen Krieg 1941–1945“ (1945)
- Orden des Roten Banners der Arbeit (1946, 1967)[3]